# Jesús Rodríguez Lázaro
Jesús Rodríguez Lázaro, nacido Floreal (1923 en Madrid - 1985 en Barcelona) fue un ensayista, novelista y guionista de cómic español. Usó multitud de seudónimos, como Flores Lázaro, Flores-Lázaro, F. Lázaro, Howard Alden, Anthony Aseret, Derek Brook, Joss Irisch, Joss Irish, Lucky Marty, Harold Richter o Mike Salerno.

## Biografía
Nacido Floreal Rodríguez Lázaro en 1923 en Madrid, en 1939 tuvo que cambiar su nombre por Jesús. Era uno de los ocho hijos de Jesús Rodríguez y Manuela Lázaro. Era hermano de Manola, esposa de Lozano Olivares, y de Armonía,  esposa de Víctor Mora. Su padre era un obrero anarquista, que fue perseguido por sus ideas políticas. Tras deambular, la familia se trasladó a Barcelona en 1925.
Militante republicano, tras la Guerra Civil se hizo legionario en la División Azul entre 1941 y 1945, aunque no abandonó su ideología. En prisión desde 1948, al salir de la cárcel en 1956 trabajó en la editorial Bruguera, donde su hermana Armonía ejercía labores directivas. Publicaron numerosas biografías de personasjes famosos que escribió.
Falleció a los 62 años, en 1985 en Barcelona. Pobre y olvidado, murió debido a complicaciones con la diabetes que padecía.

## Obra
Historietística
| Años | Título                    | Dibujante      | Tipo                  | Publicación                         |
| ---- | ------------------------- | -------------- | --------------------- | ----------------------------------- |
| 1955 | La isla del Tesoro        | Jaime Juez     | Monografía            | Bruguera: Historias, núm. 3         |
| 1959 | Los Vikingos              | Fernando Costa | Serial                | Mateu                               |
| 1960 | Ringo Ley'                | Jordi Buxadé   | Serial                | Ibero Mundial                       |
| 1961 | Jennie Smith'             | Jordi Buxadé   | Serial                | Sade                                |
| 1962 | Mary Noticias'            | Carmen Barbará | Serial                | Ibero Mundial                       |
| 1964 |                           |                | Historieta del serial | Brigada Secreta                     |
| 1964 | Mary Noticias Extra'      | Carmen Barbará | Serial                | Ibero Mundial                       |
| 1964 | Sioux                     |                | Serial                | Toray                               |
| 1965 | Espionaje                 |                | Serial                | Toray                               |
| 1965 | La jangada                | Carlos Sanchis | Monografía            | Bruguera: Historias, núm. 198       |
| 1966 | Novelas Gráficas Clásicas |                | Serial                | Toray                               |
| 1966 | Las Enfermeras            |                | Serial                | Toray                               |
| 1983 | Carlos V                  | Adolfo Usero   | Monografía            | Bruguera: Cómic Biografías, núm. 1  |
| 1983 | Cassius Clay              | Lombardía      | Monografía            | Bruguera: Cómic Biografías, núm. 5  |
| 1983 | Barbarroja                | Pedro Añaños   | Monografía            | Bruguera: Cómic Biografías, núm. 8  |
| 1983 | Pelé                      | Amador         | Monografía            | Bruguera: Cómic Biografías, núm. 10 |

Literaria
| Años | Título                                          | Seudónimo   | Tipo   | Editorial                | Serie                    | Número |
| ---- | ----------------------------------------------- | ----------- | ------ | ------------------------ | ------------------------ | ------ |
| 1970 | Albert Schweitzer                               |             | Ensayo |                          |                          |        |
| 1970 | Los Inmortales                                  | Marty Lucky | Novela | Toray                    | Infinitum                | 17     |
| 1970 | Nunca se muere                                  | Marty Lucky | Novela | Producciones Editoriales | La Conquista del Espacio | 20     |
| 1971 | Morir en la sombra                              |             | Novela |                          |                          |        |
| 1975 | El instinto sexual y sus aberraciones           |             | Ensayo |                          |                          |        |
| 1976 | Los últimos días de De Gaulle                   |             | Novela |                          |                          |        |
| 1979 | África, continente negro                        |             | Ensayo |                          |                          |        |
| 1980 | La muerte está lejos (2ª Ed. de Nunca se muere) | Marty Lucky | Novela | Toray                    | Infinitum                | 3      |
| 1982 | Bernard Shaw                                    |             | Ensayo |                          |                          |        |